# Francesco Cornaro (doża)
Francesco Cornaro lub Francesco Corner (ur. 6 marca 1585 w Wenecji, zm. 5 czerwca 1656 w Wenecji) – wenecki patrycjusz i polityk. Był 101. dożą weneckim, wybranym w 1656.
Jego ojcem był Giovanni Cornaro, doża w latach 1625-1629, matką Andriana Priuli, córka doży Antonio Priuli (1618-1623), a bratem kardynał Federico Cornaro. Miał sześciu synów i dwie córki.
Był weneckim ambasadorem w Księstwie Sabaudii. Miał podobno wzbraniać się przed kandydowaniem na urząd doży, woląc poświęcić się interesom. Mimo to wybrany na dożę 17 marca 1656 roku. Zmarł 5 czerwca tego roku. Był to najkrótszy okres rządów doży w historii Wenecji.
Pochowany w kościele Santo Nicolò dei Tolentini.